# .pl
.pl és l'actual domini de primer nivell territorial (ccTLD) de Polònia. Està administrada per l'organització polonesa per la recerca i el desenvolupament (NASK).
Va ser creat el 1990, i el primer subdomini creat va ser .pwr.pl per a la Universitat Politècnica de Wroklaw.
L'any 2008 el nombre de dominis .pl registrats va superar el milió, mentre que a finals de 2013 el registre comprenia més de 2,4 milions de noms de domini.